# گاورنر ایمز
گاورنر ایمز (به انگلیسی: Governor Ames) یک کشتی بود که طول آن ۲۶۵ فوت (۸۱ متر) بود. این کشتی در سال ۱۸۸۸ ساخته شد.